# Ramón Herrera Bueno
Ramón Herrera Bueno (Gijón, 13 aprile 1907 – Gijón, 4 ottobre 1960) è stato un calciatore spagnolo, di ruolo attaccante. Fu soprannominato El Sabio.

## Biografia
Suo fratello Eduardo Herrera Bueno era anch'egli un calciatore.
Malato di sifilide, all'età di 53 anni scelse la morte assumendo una grande quantità di barbiturici.

## Carriera
Fu un attaccante molto prolifico, soprattutto nella sua seconda esperienza allo Sporting Gijón ove realizzò 59 reti in 54 presenze, di cui 30 nella sola stagione 1932-1933 in Segunda División.
Ha vestito la casacca della selezione di calcio delle Asturie, realizzando anche due reti contro la Catalogna nel 1926 in occasione della Coppa Principe delle Asturie.

## Palmarès

### Club

#### Competizioni regionali
- Campionato di Asturia: 2

Sporting Gijón: 1930, 1931

### Individuale
- Capocannoniere della Segunda División: 1

1932-1933 (30 gol)